# Шопоголик (фильм)
«Шопоголик» (англ. Confessions of a Shopaholic, Признания шопоголика) — американская романтическая комедия 2009 года, снятая по мотивам книг «Тайный мир шопоголика» (2000) и «Шопоголик на Манхэттене» (2001) Софии Кинселлы. Сюжет рассказывает о молодой журналистке по имени Ребекка Блумвуд, которая помешана на посещении магазинов (шопинге) и дорогой одежде. Дата выхода фильма в прокат 13 февраля 2009 года (в мире) и 12 февраля 2009 года (в России). Сборы в США составили 44 277 350 долларов. Несмотря на кассовый успех, фильм получил разгромную критику.

## Сюжет
Фильм повествует о 25-летней Ребекке Блумвуд, живущей в Нью-Йорке со своей лучшей подругой Сьюз. Она работает журналисткой в журнале о садоводстве, но мечтает устроиться в модный журнал «Алетт». По дороге на собеседование с главным редактором «Алетт» она покупает зеленый шарф. Ее кредитную карту не принимают, поэтому Ребекка отправляется к киоску с хот-догами и предлагает купить все хот-доги с чеком, если продавец вернет ей сдачу наличными, убеждая, что шарф предназначен для подарка ее больной бабушке. Это побуждает мужчину, который позже оказывается Люком Брэндоном, подарить ей 20 долларов, которые нужны ей для шарфа.
Когда Ребекка приходит на собеседование, ей сообщают, что должность уже занята. Однако, секретарь говорит ей, что есть открытая вакансия в журнале «Удачные сбережения». Он объясняет ей, что работа в «Удачных сбережениях» поможет в дальнейшем перейти в журнал «Алетт». Ребекка проходит собеседование у Люка Брэндона, редактора журнала «Удачные сбережения», который оказывается тем самым мужчиной, который подарил ей 20 долларов. Она прячет свой шарф за дверью кабинета, но секретарь Люка находит его и отдает ей. Ребекка понимает, что ее ложь раскрыта.
В тот же вечер, изрядно напившись, Ребекка и Сьюзи пишут письма в журналы «Алетт» и «Удачные сбережения», но в результате она путает их и отправляет не правильно. Люку понравилось письмо, которое она собиралась отправить Алетт, и он нанимает ее к себе на работу. Вместо того чтобы выполнить задание для новой колонки, Ребекка отправляется на распродажу одежды. Осматривая кашемировое пальто, которое она только что купила, она понимает, что это не 100% кашемир и ее обманули. Этот случай вдохновляет ее на написание статьи, которую она передает Люку. Когда ее спрашивают, будет ли статья опубликована под ее именем, Ребекка не решается использовать свое настоящее имя и Люк придумывает псевдоним Девушка в зеленом шарфе, статья становится успешной.
Девушка в зеленом шарфе стала сенсацией. Ее статьи очень популярны в деловых кругах, и даже родители Ребекки советуют ей читать ее же статьи. На эти статьи ссылаются компании в Азии, журнал «Удачные сбережения» выходит на международный уровень. Ребекка получает похвалу от коллег по работе и подруги Сьюз. Девушка в зеленом шарфе становится настолько популярной, что ее приглашают в ток-шоу, где она знакомится с главным редактором журнала «Алетт». Она помогает ей выбрать платье для следующего ток-шоу.
Позже Ребекка возвращается домой, ей названивает коллектор, Дерек Смит, а Сьюз заставляет ее посетить общество анонимных шопоголиков. После очередного шопинга она знакомится с мисс Корч и узнает, что та является руководителем группы анонимных шопоголиков. Мисс Корч заставляет ее пожертвовать всю одежду, которую она только что купила, включая платье подружки невесты для свадьбы Сьюзи и платье для ток-шоу, в благотворительную организацию. После собрания Ребекка не может позволить себе выкупить оба платья и выкупает только то, что для ток-шоу. Во время ток-шоу Дерек Смит находится в аудитории и публично рассказывает о долгах Ребекки. Журнал «Удачные сбережения» увольняет Ребекку за то, что она дискредитировала его. Люк также расстроен предательством Ребекки и разрывает их отношения.
Сьюз приходит в ярость и обижается, когда узнает, что Ребекка отдала платье подружки невесты. Ребекка чувствует, что подвела всех. Ее отец, Грэм, проявляет больше сочувствия, делая замечание, что США не пали, несмотря на свой гигантский государственный долг, и предлагает продать свой автомобиль для отдыха, чтобы помочь ей. Ребекка отклоняет его предложение, говоря, что он заработал кемпер за годы тяжелой работы и сбережений, и что ей нужно будет справиться со своими долгами самостоятельно. Алетт предлагает Ребекке должность в журнале, но та отказывается. Тем временем Люк открывает новую компанию — Brandon Communications.
Чтобы заработать деньги на погашение долгов, члены сообщества анонимных шопоголиков помогают Ребекке организовать распродажу одежды, которая приносит большой доход, но недостаточно, чтобы погасить ее долги. В конце концов она продает свой зеленый шарф на аукционе. В результате она расплачивается с Дереком Смитом самым неудобным для него способом, принеся всю свою задолженность мелкими монетами.
Ребекка выкупает свое платье подружки невесты и успевает на свадьбу лучшей подруги, Сьюз прощает ее. Проходя мимо витрины магазина Ив Сен-Лоран, она испытывает искушение купить платье, но уходит. Она представляет себе, как манекены аплодируют ей за то, что она преодолела свою страсть к покупкам. Затем Ребекка неожиданно сталкивается с Люком, который возвращает ей зеленый шарф, сообщив, что женщина, купившая его, была его агентом. Ребекка и Люк мирятся.

## В ролях
| Актёр               | Роль                                            |
| ------------------- | ----------------------------------------------- |
| Айла Фишер          | Ребекка Блумвуд                                 |
| Хью Дэнси           | Люк Брэндон редактор журнала                    |
| Кристен Риттер      | Сьюзи подруга Ребекки                           |
| Джоан Кьюсак        | мать Ребекки Джейн Блумвуд                      |
| Джон Гудмен         | отец Ребекки Грэхам Блумвуд                     |
| Джон Литгоу         | Эдгар Вест журнальный магнат                    |
| Кристин Скотт Томас | Алетт Нейлор редактор раздела мод, француженка  |
| Фред Армисен        | Райан Кениг                                     |
| Лесли Бибб          | Алиссия Биллингтон работница Алетт              |
| Линн Редгрейв       | пьяная дама на вечеринке                        |
| Роберт Стэнтон      | Дерек Смит банковский агент по взысканию долгов |
| Ник Корниш          | Тарквин                                         |
| Уэнди Мэлик         | мисс Корч психолог клуба шопоголиков            |
| Чэйз Вилмот         | юная Ребекка                                    |
| Стефен Джуарино     | Эллон                                           |
| Леннон Пархам       | Джойс                                           |
| Йоширо Коно         | Рюити                                           |
| Кристин Эберсоул    | гостья ТВ шоу                                   |
| Майкл Пэнс          | Рассел                                          |
| Ленора Мэй          | мать Сьюзи                                      |
| Кэтрин Сигизмунд    | Клэр                                            |
| Джон Сэлли          | Д. Фрик                                         |

## Производство
Фильм снят по двум книгам Софии Кинселлы «Тайный мир шопоголика» и «Шопоголик на Манхэттене». 
Съемки проходили в Нью-Йорке, Коннектикуте и Флориде с февраля по май 2008 года. 

## Критика
Фильм получил в основном отрицательные отзывы критиков. По состоянию на 29 ноября 2020 года он имеет средний балл 26%, основанный на 169 отзывах на веб-сайте Metacritic. На сайте Rotten Tomatoes фильм имеет рейтинг 25%, основанный на 165 отзывах со средним баллом 4,37/10. Вывод сайта гласит: 
Эта посредственная романтическая комедия не дает полностью раскрыться таланту актеров и несет сомнительный посыл о материализме и демонстративном потреблении.
Игра Айлы Фишер получила положительные отзывы, она была номинирована на премию Teen Choice Awards 2009 в категории Лучшая комедийная актриса, но проиграла Энн Хэтэуэй. Сам фильм также был номинирован на эту премию, но проиграл «Сумеркам».
По состоянию на 22 мая 2009 года фильм собрал 44 277 350 долларов в национальном прокате, в то время как его мировой кассовый сбор составляет 106 904 619 долларов.

## Саундтрек
Саундтрек к фильму был выпущен 17 февраля 2009 года под лейблом Hollywood Records. 
| №                   | Название                      | Автор(ы)                                                                                       | Performer                      | Длительность |
| ------------------- | ----------------------------- | ---------------------------------------------------------------------------------------------- | ------------------------------ | ------------ |
| 1.                  | «Accessory»                   | Rodney Jerkins, Mike Mani and Jordan Omley                                                     | Jordyn Taylor                  | 3:06         |
| 2.                  | «Fashion»                     | Stefani Germanotta, RedOne                                                                     | Lady Gaga                      | 2:51         |
| 3.                  | «Blue Jeans»                  | Jessie James, Julian Bunetta                                                                   | Jessie James and the Odd Balls | 3:56         |
| 4.                  | «Uncontrollable»              | Rodney Jerkins, Dernst Emile, Lazonte Franklyn                                                 | Adrienne Bailon                | 3:30         |
| 5.                  | «Calling You»                 | RedOne, Frankie Storm, Kat DeLuna                                                              | Kat DeLuna                     | 3:20         |
| 6.                  | «Stuck with Each Other»       | Diane Warren                                                                                   | Shontelle feat. Akon           | 3:20         |
| 7.                  | «Unstoppable»                 | RedOne, Kinnda "Kee" Hamid                                                                     | Kat DeLuna                     | 3:49         |
| 8.                  | «Big Spender»                 | Rodney Jerkins, Kalenna Harper                                                                 | Adrienne Bailon                | 3:49         |
| 9.                  | «Bad Girl»                    | Ester Dean, Jamal Jones, Lamar Taylor, Darnell Dalton, Jason Perry, Eric Florence, Chris Brown | The Pussycat Dolls             | 2:27         |
| 10.                 | «Again»                       | Ray Romulus, Jonathan Yip, Jeremy Reeves, Rodney Jerkins, Peter Hernandez, Philip Lawrence     | Natasha Bedingfield            | 3:57         |
| 11.                 | «Takes Time to Love»          | Ester Dean, Chris Brown, Jamal Jones, Darnell Dalton, Lamar Taylor                             | Trey Songz                     | 2:45         |
| 12.                 | «Girls Just Want to Have Fun» | Robert Hazard                                                                                  | Greg Laswell                   | 2:37         |
| 13.                 | «Don't Forget Me»             | Harry Nilsson                                                                                  | Macy Gray                      | 2:37         |
| 14.                 | «Shopaholic Suite»            | James Newton Howard                                                                            | James Newton Howard            | 4:40         |
| Общая длительность: | Общая длительность:           | Общая длительность:                                                                            | Общая длительность:            | 46:44        |